# Yển Thành
Yển Thành (chữ Hán giản thể: 郾城区, Hán Việt: Yển Thành khu) là một quận thuộc địa cấp thị Loa Hà (chữ Hán giản thể: 漯河市), tỉnh Hà Nam, Cộng hòa Nhân dân Trung Hoa. Quận Yển Thành có diện tích 413,1 km², dân số 474.000 người.
Quận này được chia ra thành các đơn vị hành chính gồm 6 trấn: Thành Quan, Mạnh Miếu, Thương Kiều, Long Thành, Bùi Thành, Tân Điếm và 3 hương: Tôn Trang, Hắc Long Đàm, Lý Tập